# 布羅烏諾夫山
71°58′S 14°20′E / 71.967°S 14.333°E
布羅烏諾夫山（英語：Mount Brounov）是南極洲的山峰，位於東部南極洲的毛德皇后地，屬於帕耶山脈的一部分，處於基巴利奇山以南3公里，海拔高度2,370米，該山峰由德國的探險隊發現。